# I. Pepi
I. Pepi, görögösen Phiósz (ógörögül: Φιώς), uralkodói nevén Meriré, (ur.: kb. Kr. e. 2332 – Kr. e. 2283) az egyiptomi óbirodalom VI. dinasztiájának harmadik fáraója. Uralkodásának idejére más forrásonként más-más időszakot adnak: i. e. 2335–2285 és i. e. 2285–2235, i. e. 2295–2250, i. e. 2289–2255.

## Családi kapcsolatai
Apja Teti fáraó volt, anyja I. Iput, az V. dinasztia utolsó fáraójának leánya. Nem közvetlenül követte Tetit, a kettejük közt uralkodó Uszerkaré rövid ideig volt trónon.
I. Pepi feleségül vette az abüdoszi Hui és Nebet vezír két leányát. Mindketten az Anheszenpepi („Az ő élete Pepié”) nevet vették fel (előfordul Anheszenmeriré néven is, a király trónnevét foglalva magába), eredeti nevük nem ismert. Az idősebbik, I. Anheszenpepi I. Nemtiemszaf fáraó anyja lett. A fiatalabbik, II. Anheszenpepi még fia, II. Pepi fáraó uralkodásának idején is élt.
Egy felesége csak az ellene folytatott bírósági eljárásról ismert, amit egy Uni nevű tisztségviselő jegyzett fel sírjában. A királyné (gyakran Werethetesz vagy Weretimtesz néven említik, ami azonban nem a neve, hanem „a jogar úrnője” királynéi cím egyiptomi nyelven) valószínűleg bűnösnek ítéltetett és nem kapott megfelelő temetést, fel nem használt sírját talán később Pepi unokája, III. Anheszenpepi temetéséhez használták fel.
További feleségei – Nubwenet, Inenek-Inti és Merititesz – onnan ismertek, hogy piramisaik a Pepié mellett álltak. Egy Mehaa nevű hölgyet Pepivel közös fia, Hórnetjerihet sírjában említenek. Tetianh nevű fiát Pepi piramisában említik. Legidősebb lánya, II. Iput és egy másik ismert lánya, Neith mindketten II. Pepi feleségei lettek.

## Belpolitikája
Uralkodása alatt folytatódott a tartományok örökös helytartóinak megerősödése. Főként Felső-Egyiptom nomarkhoszait nem sikerült meggátolni hatalmuk kiépítésében. A tartományi fejedelmeket ugyan házassági kapcsolatok révén megkísérelték az uralkodóházhoz kötni, de ez inkább a királynak, a tartományuraktól való függőségéhez vezetett. I. Pepi vezírei közül többen ismertté váltak. Ankhmahór/Szeszi, Mereruka/Meri, Hentikai/Ichechi, Mehu, Ptahhotep neve méltó az említésre. Felső-Egyiptom vezíre volt Dzsau, feleségeinek, a két Anheszenpepinek a fivére.

## Külpolitikája
I. Pepi kereskedelmi és nyersanyagszerzési céllal expedíciókat indított a Sínai-félszigetre és Palesztinába. Délen a második núbiai vízesésig nyomult előre.

## Építkezései
Bubasztiszban, Abüdoszban, Taniszban, Denderában, Elephantiné szigetén, Héliopoliszban, Koptoszban, Armantban, Edfuban és Hierakónpoliszban építtetett szakrális épületeket. Piramisát Szakkarában találjuk, melyet Men-nefer-Pepi néven említenek. Jelentése: Pepi szép és örök. Később innen eredt a főváros, Memphisz elnevezése. A piramis ma már erősen lepusztult állapotban van, olyannyira, hogy a sírkamara lefedése kívülről felismerhető. Méretei alapján a kicsik közé tartozik, oldalhossza mindössze 76 m. Piramisszövegek találhatók benne.

## További műemlékei
Az Egyiptomi Múzeumban, Kairóban találhatók szobrok I. Pepiről. Nevét megemlítik a Hathor-templom feliratain Denderában, az Amonnak szentelt templom maradványain az egykori Tanisban (ma Szan-el-Hagar).